# International Standard Serial Number

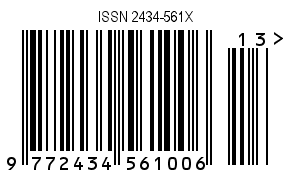
Kod kreskowy EAN-13 z add-on dla kodu ISSN

Międzynarodowy znormalizowany numer wydawnictwa ciągłego (ang. International Standard Serial Number, ISSN) – ośmiocyfrowy niepowtarzalny identyfikator wydawnictw ciągłych tradycyjnych oraz elektronicznych. Oparty jest na podobnej koncepcji jak identyfikator ISBN dla książek, ISAN dla materiałów audio-wideo. Niektóre publikacje wydawane w seriach mają przyporządkowany zarówno numer ISSN, jak i ISBN.
Standard został opracowany przez organizację ISO (komitet TC 46) w 1971 roku jako ISO3297 oraz opublikowany w 1975.
W Polsce numery ISSN są stosowane od 1977. Za ich przydzielanie wydawcom odpowiedzialny jest Narodowy Ośrodek ISSN podlegający Bibliotece Narodowej. Są one wydawane bezpłatnie po spełnieniu odpowiednich wymogów formalnych, natomiast dostęp do katalogu numerów wymaga opłacenia abonamentu.
Obecnie numer ISSN drukowany jest na stronie tytułowej wydawnictwa razem z kodem kreskowym EAN13. Numer EAN13 jest tak zbudowany, by każdy nowy numer gazety lub czasopisma miał numer EAN13 różniący go od poprzedniego. Numer EAN13 składa się z cyfr 977, następnie 7 cyfr numeru ISSN przydzielonego danemu tytułowi, dwóch cyfr wyróżniających rok i wariant wydania, cyfry kontrolnej obliczonej zgodnie z zasadami EAN13 oraz dodatkowego dwucyfrowego lub pięciocyfrowego kodu, tak zwanego add-on, który koduje kolejny numer w roku dla czasopisma, lub numer tygodnia wydania dla gazety codziennej.